# Gmina zbiorowa Nenndorf
Gmina zbiorowa Nenndorf (niem. Samtgemeinde Nenndorf) – gmina zbiorowa położona w niemieckim kraju związkowym Dolna Saksonia, w powiecie Schaumburg. Siedziba gminy zbiorowej znajduje się w mieście Bad Nenndorf.

## Podział administracyjny
Do gminy zbiorowej Nenndorf należą cztery gminy, w tym jedno miasto:
1. Bad Nenndorf
2. Haste
3. Hohnhorst
4. Suthfeld